# Hestrus
Hestrus település Franciaországban, Pas-de-Calais megyében. Lakosainak száma 219 fő (2022. január 1.). Hestrus Sains-lès-Pernes, Huclier, Monchy-Cayeux, Tangry, Boyaval, Conteville-en-Ternois, Eps és Hernicourt községekkel határos.

## Népesség
A település népességének változása:
| Lakosok száma | 248  | 242  | 243  | 237  | 231  | 225  | 222  | 219  |
|               | 2013 | 2015 | 2017 | 2018 | 2019 | 2020 | 2021 | 2022 |